# Wzgórze nadziei
Wzgórze nadziei (ang. Cold Mountain) – amerykański melodramat z 2003 roku w reżyserii Anthony’ego Minghelli, zrealizowany na podstawie powieści Charlesa Fraziera Zimna Góra z 1997 roku.

## Fabuła
Akcja filmu rozgrywa się w czasie wojny secesyjnej. Ada Monroe (Nicole Kidman) przybywa wraz z chorym ojcem do uroczego zakątka – Zimnej Góry. Na miejscu Ada spotyka Inmana (Jude Law), w którym zakochuje się z wzajemnością. Nie jest im jednak dane być razem – wybucha wojna i Inman musi wyruszyć na front. Ada obiecuje ukochanemu, że będzie na niego czekać, lecz jej obietnica zostaje wystawiona na próbę. Po śmierci ojca kobieta pozostaje bez środków do życia, sama zajmuje się farmą, pomaga jej w tym odważna Ruby (Renée Zellweger). Ranny Inman dezerteruje ze szpitala wojskowego i rozpoczyna długą wędrówkę do Ady, która walczy o przetrwanie farmy.

## Obsada
- Jude Law – Inman
- Nicole Kidman – Ada Monroe
- Renée Zellweger – Ruby Thewes
- Kathy Baker – Sally Swanger
- Eileen Atkins – Maddy
- Philip Seymour Hoffman – Veasey
- James Gammon – Esco Swanger
- Ethan Suplee – Pangle
- Natalie Portman – Sara
- Jack White – Georgia
- Lucas Black – Oakley
- Cillian Murphy – Bardolph
- Jay Tavare – Swimmer
- Melora Walters – Lila
- Taryn Manning – Shyla
- Tom Aldredge – Ślepiec
- James Rebhorn – Doktor
- Giovanni Ribisi – Junior
- Brendan Gleeson – Stobrod Thewes
- Charlie Hunnam – Bosie
- Ray Winstone – Teague
- Richard Brake − Nym
- Jena Malone – Dziewczyna z promu
- Donald Sutherland – Wielebny Monroe
- Emily Deschanel – Pani Morgan

i inni

## Produkcja
Większość zdjęć kręcono w Rumunii (Bukareszt, Poiana Brașov i wąwóz Zărnești w okręgu Braszów, wioski Reci w okręgu Covasna oraz Potigrafu w okręgu Prahova). Amerykańska część zdjęć powstała w Carter's Grove (stan Wirginia) oraz w Charleston i rezerwacie Cypress Gardens (Karolina Południowa).

## Nagrody i nominacje
Amerykańska Akademia Sztuki i Wiedzy Filmowej – Oscar
- Najlepsza aktorka drugoplanowa – Renée Zellweger
- nominacja: Najlepszy aktor pierwszoplanowy – Jude Law
- nominacja: Najlepsze zdjęcia – John Seale
- nominacja: Najlepszy montaż – Walter Murch
- nominacja: Najlepsza muzyka oryginalna – Gabriel Yared
- nominacja: Najlepsza piosenka – „You Will Be My Ain True Love”, wyk. Alison Krauss
- nominacja: Najlepsza piosenka – „Scarlet Tide”, wyk. Alison Krauss

Hollywoodzkie Stowarzyszenie Prasy Zagranicznej – Złote Globy
- Najlepsza aktorka drugoplanowa – Renée Zellweger
- nominacja: Najlepszy dramat
- nominacja: Najlepszy reżyser – Anthony Minghella
- nominacja: Najlepszy scenariusz – Anthony Minghella
- nominacja: Najlepsza aktorka w dramacie – Nicole Kidman
- nominacja: Najlepszy aktor w dramacie – Jude Law
- nominacja: Najlepsza muzyka – Gabriel Yared
- nominacja: Najlepsza piosenka – „You Will Be My Ain True Love”, wyk. Alison Krauss

Brytyjska Akademia Sztuk Filmowych i Telewizyjnych – BAFTA
- Najlepsza aktorka drugoplanowa – Renée Zellweger
- Nagroda im. Anthony’ego Asquitha za najlepszą muzykę filmową – Gabriel Yared
- nominacja: Najlepszy film
- nominacja: Nagroda im. Alexandra Kordy dla najwybitniejszego brytyjskiego filmu roku
- nominacja: Nagroda im. Davida Leana za najlepszą reżyserię – Anthony Minghella
- nominacja: Najlepszy scenariusz adaptowany – Anthony Minghella
- nominacja: Najlepszy aktor pierwszoplanowy – Jude Law
- nominacja: Najlepsze zdjęcia – John Seale
- nominacja: Najlepszy montaż – Walter Murch
- nominacja: Najlepsza charakteryzacja
- nominacja: Najlepsze kostiumy – Ann Roth, Carlo Poggioli
- nominacja: Najlepsza scenografia – Dante Ferretti
- nominacja: Najlepszy dźwięk – Eddy Joseph, Ivan Sharrock, Matthew Gough, Mike Prestwood Smith, Walter Murch

Akademia Science Fistion, Fantasy i Horroru – Saturn
- nominacja: Najlepszy film akcji/przygodowy/thriller

Międzynarodowa Akademia Prasy – Satelita
- nominacja: Najlepszy scenariusz adaptowany – Anthony Minghella
- nominacja: Najlepszy aktor pierwszoplanowy – Jude Law
- nominacja: Najlepsza muzyka – Gabriel Yared

Amerykańska Gildia Aktorów Filmowych – Aktor
- Najlepsza aktorka w roli drugoplanowej – Renée Zellweger

Amerykańska Gildia Producentów Filmowych – Złoty Laur
- Najlepszy producent – Albert Berger, Ron Yerxa, Sydney Pollack, William Horberg

Amerykańska Gildia Scenarzystów
- nominacja Najlepszy scenariusz adaptowany – Anthony Minghella

Amerykańskie Stowarzyszenie Montażystów – Eddie
- nominacja: Najlepszy montaż dramatu – Walter Murch

Amerykańskie Stowarzyszenie Operatorów Filmowych
- nominacja: Najlepsze zdjęcia do filmu fabularnego – John Seale